# Casa Albert
Casa Albert és un habitatge del municipi de l'Escala protegit com a bé cultural d'interès local.

## Descripció
Situada dins del nucli antic de la població de l'Escala, al sector sud, al tram final del carrer Enric Serra.

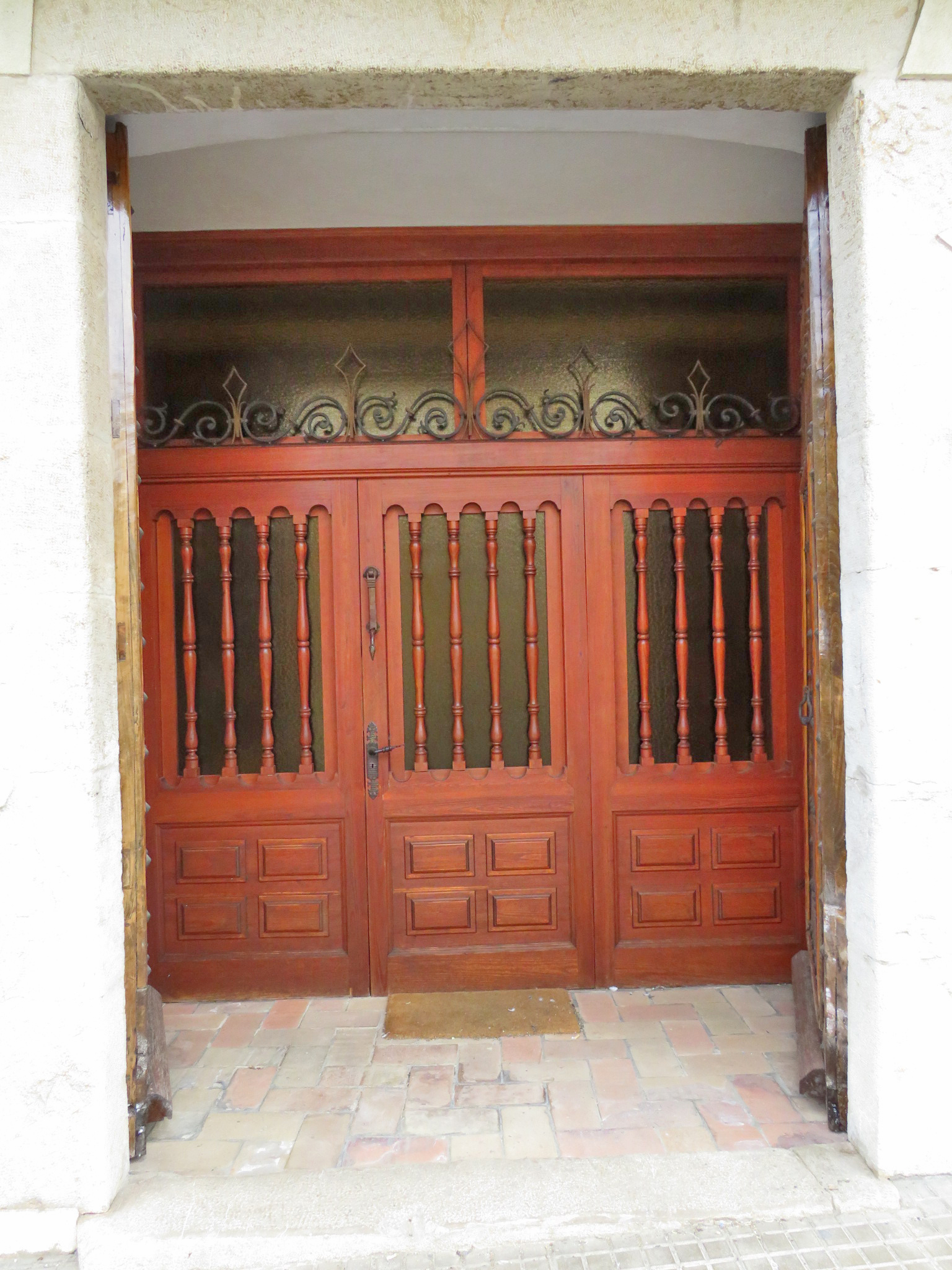
Portal de l'edifici, amb la porta d'entrada

Edifici entre mitgeres de planta rectangular, amb un gran jardí lateral. Presenta la coberta a dues vessants de teula a diferent nivell i està distribuïda en planta baixa i dos pisos, amb un petit altell a la part central de l'edifici. La façana principal, orientada al carrer Enric Serra, és de composició simètrica, amb tres obertures rectangulars per planta. Els diferents pisos estan separats per una motllura horitzontal, a manera de cornisa. A la planta baixa hi ha la porta d'accés centrada, bastida amb carreus de pedra regulars i llinda monolítica. A banda i banda, dues finestres amb emmarcament de pedra i protegides per reixes. Al primer pis hi ha tres finestrals emmarcats també amb pedra, amb la llosana correguda i barana de ferro treballada, i a la segona planta destaquen tres balcons exempts, amb els finestrals de mida més petita. La característica principal de la façana són els grans plafons decoratius motllurats, de tonalitat groguenca, situats al mig de les obertures i als laterals de la façana, en els pisos superiors. La façana posterior, oberta al carrer de Santa Màxima, és més senzilla. Presenta tres obertures per planta, amb un gran portal i dues finestres d'arc escarser a la planta baixa, finestres balconeres al primer pis i petites finestres amb l'ampit sobresortit als pisos superiors. També es troben bastides amb pedra.
L'interior de l'edifici presenta, a la planta baixa, les tines de premsar el vi, uns despatxos en el lloc on abans hi havia la cuina i el menjador, els quals ocupen actualment l'antic espai dels carros. Al pis hi ha una gran sala decorada amb pintures murals de temes florals i bucòlics, de gust neoclàssic. El mobiliari interior va des del segle xviii fins a l'actualitat.

## Història

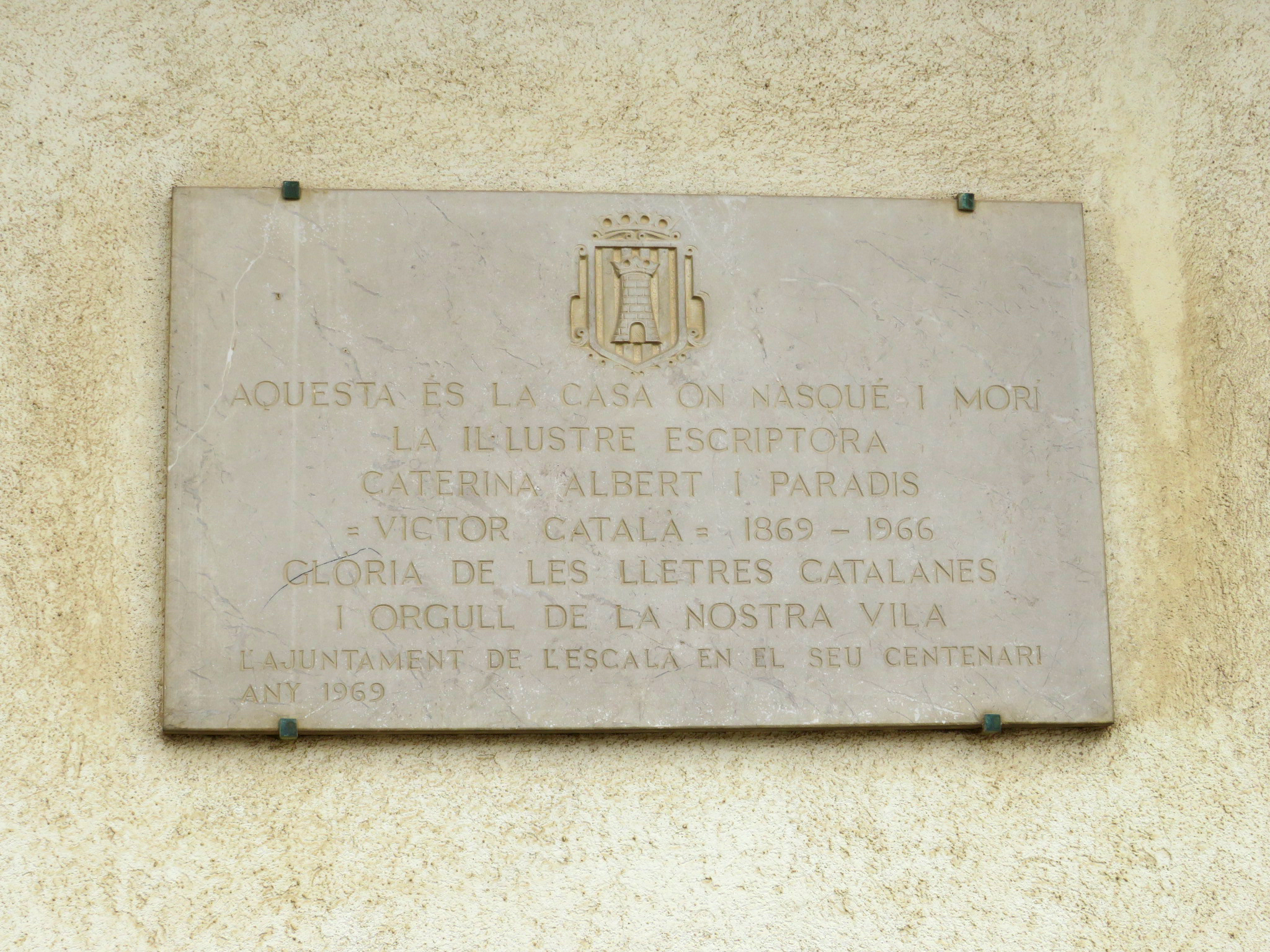
Placa en record de Caterina Albert.jpg

La casa Albert és un edifici bastit durant el segle xix. Hi va néixer i també hi va morir Caterina Albert i Paradís, "Víctor Català" (1869 - 1966). En l'actualitat l'edifici presenta un bon estat de conservació. A la façana hi ha una placa commemorativa col·locada per l'Ajuntament de l'Escala a amb motiu del centenari del naixement de l'escriptora.